# Robert C. Prim
Robert Clay Prim (* 25. September 1921 in Sweetwater, Texas; † 18. November 2021 in San Clemente, Kalifornien) war ein US-amerikanischer Mathematiker und Informatiker.

## Leben
1941 erhielt er seinen Bachelor-Abschluss in Elektrotechnik an der Princeton University. Während des Zweiten Weltkrieges arbeitete er bei General Electric als Ingenieur. 1949 erhielt er seinen Ph.D., ebenfalls an der Princeton University. Von 1958 bis 1961 arbeitete er bei den Bell Laboratories, wo er den Algorithmus von Prim, der zur Berechnung eines minimalen Spannbaumes dient und ursprünglich von Vojtěch Jarník entwickelt wurde, wiederentdeckte.